# Westby-with-Plumptons
Westby-with-Plumptons est une paroisse civile du Lancashire, en Angleterre.